# Francisca Lewin
María Francisca Lewin Castellano (née le 26 septembre 1980 à Santiago, Chili) est une actrice chilienne.

## Télévision

### Telenovelas
- 2014 : Las dos Carolinas (Chilevisión) - Carolina Salazar

## Carrière
Un an après avoir obtenu son diplôme, l'actrice a obtenu un premier rôle dans le feuilleton juvénile de TVN appelé 16. Elle enregistre ensuite la séquelle de cette production, appelée 17.
En 2005, elle intégre la troupe d'acteurs du premier semestre à TVN, pour incarner Doménica Capo dans la série télévisée d'immigrants italiens Les Capo. Elle a gagné le Prix APES en tant que "Meilleure Actrice dans un Second Rôle".
La même année, elle a joué dans le film Se arrienda d'Alberto Fuguet, dans le premier rôle, au côté de l'acteur Luciano Cruz-Coke. Le film est sorti début octobre 2005 au Festival de Cinéma de Valdivia.
Lorsque Francisca a vu le film à Valdivia, elle a dit sur la matinale de Canal 13 Viva la mañana, dans sa section people, Alfombra roja (programme de television chilien):

« La première fois que j'ai vu le film en entier, ce fut à Valdivia, mais je n'ai fait que l'analyser. La deuxième fois ce fut différent et j'en ai profité. J'ai suivi l'histoire de Luciano (Cruz Coke, protagoniste du film), tout ce qui lui arrivait, et ça m'a beaucoup plu.". »

La consécration dans des feuilletons lui vaut en 2006, pour interpréter l'ambitieuse Andrea Riquelme dans la série à succès Complices, un rôle qui sort Lewin de ses rôles antérieurs de fille "tendre".

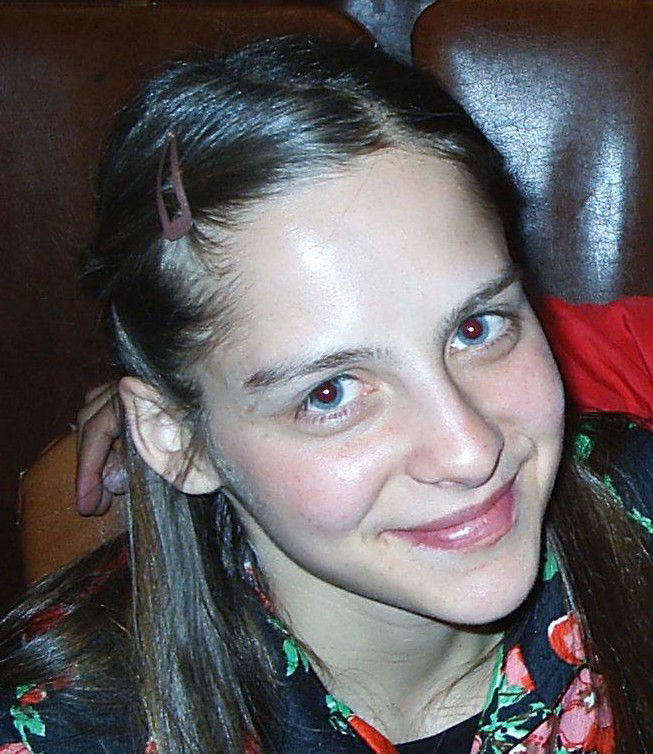
Francisca Lewin dans un festival de court-métrages à Punta Arenas.

En 2007, elle a été vue dans trois projets télévisuels de la chaîne d'État: Cœur de María, le feuilleton du premier semestre, où Lewin jouait une jeune ayant subi une transplantation, Elisa, qui a une histoire familiale compliquée; Ma première fois, une série d'anthologie qui tourne autour de la perte de la virginité de ses protagonistes. Dans celle-ci, Francisca apparaît dans le chapitre intitulé "Gonzalo", où le protagoniste, interprété par Matías Oviedo, est un écolier vierge qui essaie de persuader sa fiancée (Lewin), vierge elle aussi, d'avoir une relation sexuelle. Enfin, elle est apparue dans la sitcom Hôtel pour deux, dirigée par Nicolás Acuña, où elle était une adolescente qui hérite d'un hôtel, avec sa mère, sa demi-sœur et la mère de cette dernière.
En 2008, elle intègre la troupe du feuilleton Veuf gai, où elle interprète le rôle de Javiera Balmaceda et Sabina Díaz.
Le 18 juin 2009 est sorti en salles le film Teresa, réalisé par Tatiana Gaviola, où Lewin joue le rôle principal. La même année Francisca est la protagoniste, aux côtés d'Álvaro Rudolphy, de la série télévisée nocturne Conde Vrolok, où elle interprète Emilia Verdugo.
En 2010 elle a joué le rôle principal dans La famille d'à côté, production où elle donne vie à Carola Fabres, le mouton noir de la famille Fabres, qui vit à l'ombre de sa sœur aînée, Ignacia. “Les parents ne traitent pas bien Carola, contrairement à Ignacia qui a toujours été la favorite. C'est pour cela qu'elle se rebelle et se réfugie dans l'alcool et les drogues”, explique Francisca.
En 2011 elle se consacre pleinement au théâtre dans l'œuvre de Guillermo Calderón Ville+Discours et en 2012 elle a participé au long-métrage Éducation physique avec Pablo Cerda.
En 2014, Lewin a réussi à conforter son ascension professionnelle avec Les 2 Carolines, réalisé par Vicente Sabatini. Le rôle de Carolina Salazar, la jeune innocente qui arrive à Las Condes pour travailler comme assistante personnelle de la vorace et implacable propriétaire d'une boutique de modes Sofia Parker (Claudia Di Girolamo), convenait parfaitement à l'air ingénu des yeux et du sourire de Lewin.
En 2024, Francisca Lewin a obtenu le premier rôle de María Carolina Geel, dans le film Le lieu de l'autre, réalisé par Maite Alberdi. Pour sa prestation, elle a reçu une nomination à la Meilleure interprétation féminine dans un second rôle dans les Prix Platine (Espagne).